# Eremogone procera
Eremogone procera là loài thực vật có hoa thuộc họ Cẩm chướng. Loài này được (Spreng.) Rchb. mô tả khoa học đầu tiên năm 1841.